# Maxwell Peters
Maxwell Peters (ur. 22 września 1955) – lekkoatleta, pochodzący z Antigui i Barbudy, specjalizujący się w trójskoku.
Reprezentował swój kraj w trójskoku na Letnich Igrzyskach Olimpijskich 1976, zajmując 21. miejsce.